# هدى عبد المنعم
هدى عبد المنعم عبد العزيز حسن محامية وحقوقية وناشطة سياسية مصرية، وُلدت عام 1960. عينها المجلس العسكري برئاسة حسين طنطاوي عضوةً بالمجلس القومي لحقوق الإنسان في فبراير 2012، وظلت في منصبها حتى يناير 2016. عُرفت هدى عبد المنعم برفضها لعزل الرئيس مرسي عام 2013 وبدفاعها عن النشطاء المعارضين لنظام الرئيس عبد الفتاح السيسي.

## السيرة
عملت هدى عبد المنعم مستشارة لدى المفوضية المصرية للحقوق والحريات، كما عملت على توثيق انتهاكات حقوق الإنسان، بما في ذلك حوادث الاختفاء القسري في مصر. عبد المنعم هي محامية بمحكمة النقض والمحكمة الدستورية العليا في مصر وعضوة سابقة في نقابة المحامين المصرية والمجلس القومي لحقوق الإنسان ويُعتقد أيضا أنها كانت عضوة سابقة في البرلمان المصري.
عملت عبد المنعم أيضاً كمتحدثة باسم ائتلاف النساء الثوريات في مصر، وهي مجموعة ذات توجه إسلامي، كانت تعارض عزل الرئيس الراحل محمد مرسي. كانت عبد المنعم مستشارة قانونية للمجلس الإسلامي العالمي للدعوة والإغاثة برئاسة شيخ الأزهر أحمد الطيب، كما مثلت مصر في مؤتمرات ذات صلة بالاتفاقيات والإعلانات الدولية المتعلقة بحقوق المرأة والطفل.
وضعت السلطات المصرية عبد المنعم على قوائم المنع من السفر منذ عام 2013 بسبب ارتباطها بالإخوان المسلمين ونظام الرئيس مرسي.
وصفت إقدام الجيش المصري بقيادة الفريق أول عبد الفتاح السيسي على عزل الرئيس محمد مرسي في 3 يوليو 2013 بـ«الإنقلاب العسكري الدموي الفاشل».

## اعتقالها
داهمت قوات الأمن المصرية منزل الحقوقية هدى عبد المنعم في القاهرة يوم 1 نوفمبر 2018، ولم تظهر إلا بتاريخ 21 نوفمبر في نيابة أمن الدولة بالقاهرة، حيث اتُهمت «بالانضمام لجماعة إرهابية أسست على خلاف القانون، والتحريض على ضرب الاقتصاد القومي»، ووضعت رهن الاحتجاز على ذمة التحقيق.
في 25 أغسطس 2021، وبعد حوالي 3 سنوات من حبسها «إحتياطيا»، أعلن خالد بدوي زوج هدى عبد المنعم إحالة كل من زوجته وعائشة الشاطر وآخرين إلى محكمة الجنايات بتهم «الترويج لأخبار وبيانات كاذبة وإساءة استخدام وسيلة من وسائل التواصل الاجتماعي ومشاركة جماعة إرهابية مع العلم والترويج لأغراضها».
عام 2020، كانت هدى عبد المنعم ضمن سبعة محامين معتقلين في مصر الذين حصلوا على جائزة مجلس النقابات القانونية الأوروبي السنوية لحقوق الإنسان.

### تدهور حالتها الصحية
بتاريخ 5 فبراير/شباط 2020، أبلغ محامي هدى عبد المنعم ابنتها «فدوى خالد» أن والدتها أصيبت بنوبة قلبية نُقلت على إثرها إلى مستشفى السجن. وبحسب ما روته فدوى خالد، فإن هدى عبد المنعم قد حضرت جلسة المحكمة بتاريخ 4 فبراير/شباط على كرسي متحرك.
وفي شهر مارس/آذار 2020، قالت جهاد خالد، ابنة عبد المنعم، لوكالة فرانس برس أن إدارة السجن منعت وصول الدواء لوالدتها لأكثر من ثلاثة أشهر، كما أعربت جهاد عن قلقها من المستشفى في سجن القناطر للنساء بسبب عدم وجود أطباء متخصصين بها يمكنهم توفير الرعاية الطبية التي تحتاجها عبد المنعم.
وفي شهر مايو/أيار 2020، وبعد حضور جلسة محكمة موكلته، أخبر محامي  عبد المنعم فدوى خالد أن والدتها أصيبت بجلطة قلبية، وأن إدارة السجن قد نقلتها إلى مستشفى السجن.
قالت منظمة العفو الدولية في ديسمبر 2020، أن أسرة هدى عبد المنعم، علمت في 30 نوفمبر/تشرين الثاني 2020 بإيداعها في المستشفى، بعد إصابتها بما يُحتَمل أن يكون فشلاً كلويًا ومعاناتها من الألم الشديد. كما قالت المنظمة أن أسرة هدى ممنوعين من أي زيارة لها في السجن أوالحصول على سجلاتها الطبية، ما يُفاقم من بواعث قلقهم إزاء حالتها الصحية وسلامتها.

### انتهاء الآجال القانونية لحبسها
في الأول من نوفمبر/ تشرين الثاني 2020، أتمت عبد المنعم عامين في الحبس الاحتياطي، وهي أطول مدة حبس احتياطي مقررة قانونًا في مصر، وبالتالي فإن استمرار احتجازها يعد مخالفًا للقانون.

## الحياة الأسرية
متزوجة من المحامي خالد بدوي ولديهما أربع بنات.